# Olga Constantinovna a Rusiei
Olga Constantinovna a Rusiei (rusă Великая Княжна Ольга Константиновна), mai târziu Regina Olga a Greciei (greacă Βασίλισσα Όλγα των Ελλήνων) (3 septembrie 1851 – 18 iunie 1926), a fost soția regelui George I al Greciei iar în 1920 regentă a Greciei.

## Primii ani

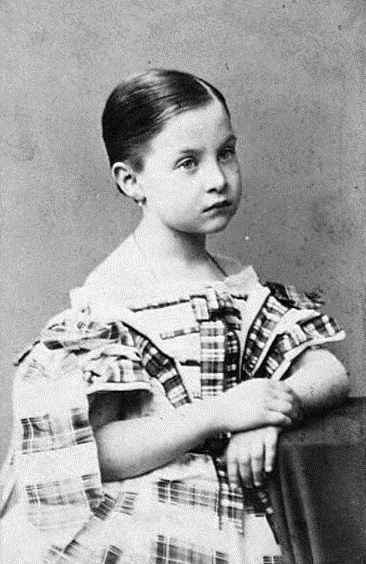
Marea Ducesă Olga la vârsta de 10 ani.

Nepoată a Țarului Nicolae I al Rusiei și verișoară primară a Țarului Alexandru al III-lea al Rusiei, Olga s-a născut la Pavlovsk ca fiică a Marelui Duce Constantin Nikolaievici și a Marii Ducese Alexandra Iosifovna. Tânărul rege George I al Greciei a vizitat Rusia în 1863 dorind să-i mulțumească Țarului Alexandru al II-lea pentru sprijinul acordat în alegerea lui pe tronul Greciei. Acolo George a întâlnit-o pentru prima dată pe Olga care avea 12 ani.
George a vizitat din nou Rusia în 1867 pentru a se întâlni cu sora sa, Dagmar, care se măritase cu țareviciul Alexandru cu un an mai înainte. George și Olga s-au îndrăgostit și s-au căsătorit la 27 octombrie 1867 (după calendarul gregorian).

## Regină
Olga a fost o regină populară și s-a implicat în munca de caritate. În 1898, ea a insistat să-și continue angajamentele fără gardă militară deși se trăsese asupra soțului și fiicei sale.
De-a lungul mariajului său, Olga și George au format un cuplu foarte unit în ciuda infidelităților ocazionale ale suveranului, acceptate de regină .
La 18 martie 1913, anarhistul grec Aléxandros Schinás, profitând de cvasi-singurătatea regelui care se afla la plimbare, a tras un foc de armă. În momentul asasinării soțului ei, regina Olga se afla la Atena iar vestea i-a fost anunțată de fiica ei Sofia și de nepoata sa Elena .

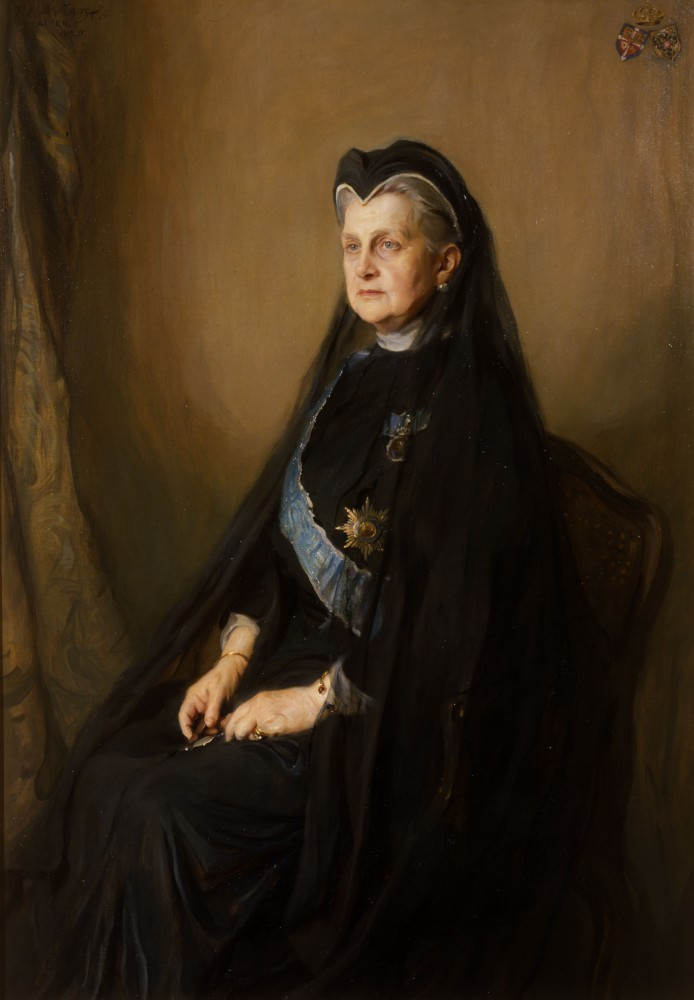
Regina Olga în 1914.

În 1914, când izbucnește Primul Război Mondial, Olga se găsește în Rusia . Regina decide să rămână la Sankt Petersburg și să fondeze un spital militar pentru a sprijini efortul de război în țara sa natală .
După izbucnirea Revoluției Ruse din 1917, Olga părăsește Rusia cu un pașaport unde purta numele de Olga Hellènes și ajunge în Germania, apoi în Elveția, unde a găsit-o fiul său cel mare aflat în exil. După ce nepotul ei Alexandru I moare la 25 octombrie 1920 de o infecție provocată de o mușcătură de maimuță, guvernul grec oferă tronul fratelui său, Paul dar acesta a refuzat coroana atâta timp cât tatăl său, Constantin, trăiește. La 17 noiembrie regina Olga este numită regentă. Regina va fi regentă până la 19 decembrie când fiul ei Constantin se întoarce pe tron pentru a doua oară, în urma unui plebiscit.
Moare în Franța și este înmormântată în Italia (unde familia regală greacă trăia în exil) însă la 17 noiembrie 1936 este adusă la Palatul Tatoi.